# Селенат калия
Селенат калия — неорганическое соединение,
соль калия и селеновой кислоты с формулой K2SeO4,
бесцветные кристаллы,
растворяется в воде. Как и селенат натрия, очень ядовит.

## Получение
- Реакция селеновой кислоты и гидроксида калия:

{\displaystyle {\mathsf {H_{2}SeO_{4}+2KOH\ \xrightarrow {} \ K_{2}SeO_{4}+2H_{2}O}}}
- Реакция оксида селена(VI) и гидроксида калия:

{\displaystyle {\mathsf {2KOH+SeO_{3}\ {\xrightarrow {}}\ K_{2}SeO_{4}+H_{2}O}}}
- Реакция окисления селенита калия, например бромом:

{\displaystyle {\mathsf {K_{2}SeO_{3}+2KOH+Br_{2}\ \xrightarrow {} \ K_{2}SeO_{4}+2KBr+H_{2}O}}}
- Реакция окисления оксида селена(IV) пероксидом калия в щелочном расплаве:

{\displaystyle {\mathsf {SeO_{2}+K_{2}O_{2}\ \xrightarrow {t^{\circ }} \ K_{2}SeO_{4}}}}

## Физические свойства
Селенат калия образует бесцветные кристаллы
ромбической сингонии,
пространственная группа P nam,
параметры ячейки a = 0,7661 нм, b = 1,0466 нм, c = 0,6003 нм, Z = 4.
При температуре 472°С происходит фазовый переход в гексагональную фазу, пространственная группа P 63/mmc.
При температуре 93 К (-180°С) происходит фазовый переход в структуру с пространственной группой P na21.
Хорошо растворяется в воде.

## Применение
- Используется в фотографии.